# Crema d'afaitar

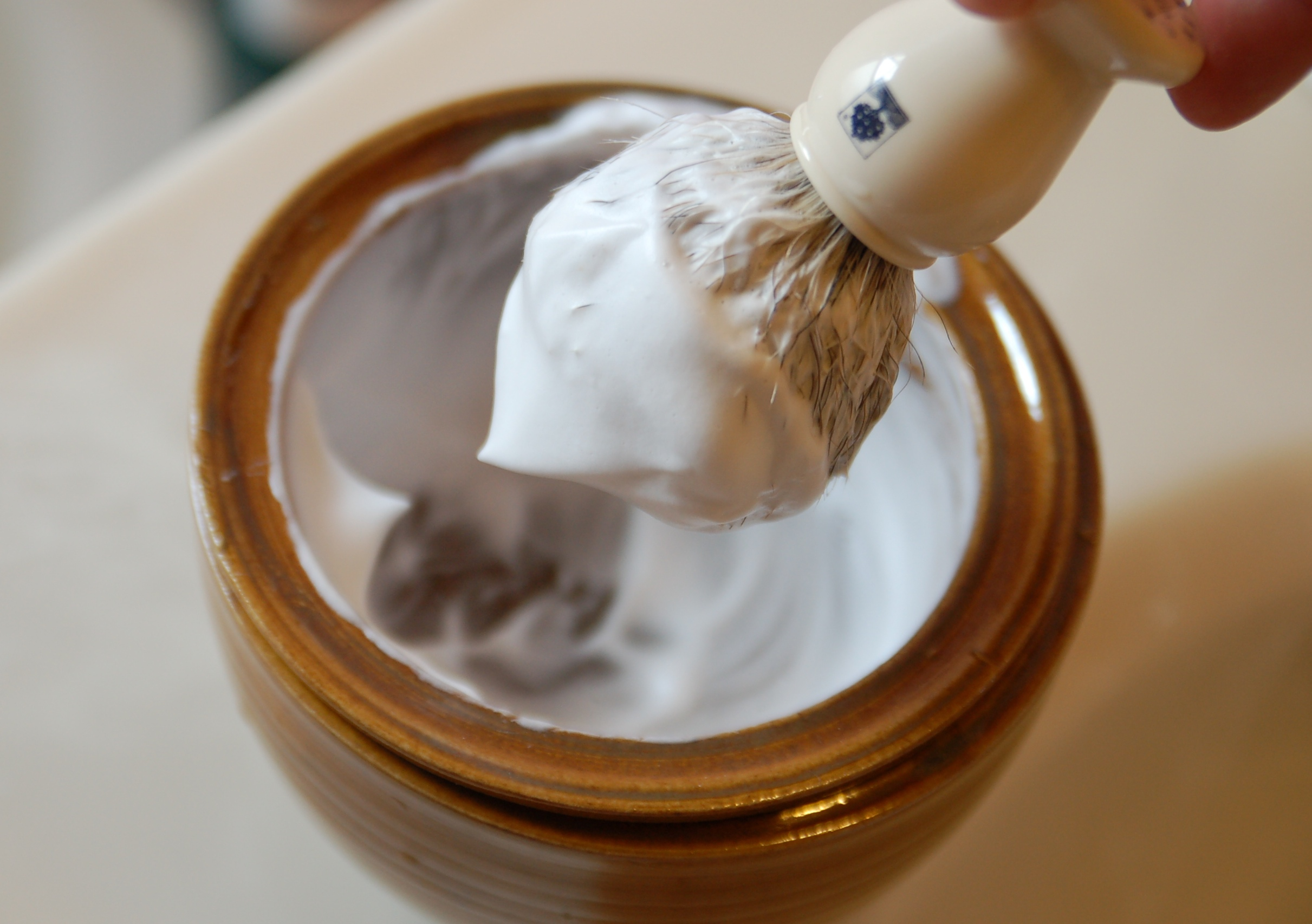
Crema d'afaitar preparada amb brotxa

La crema d'afaitar o loció de preafaitat si és líquida) és un producte químic que s'utilitza a l'afaitat, principalment amb l'objectiu d'obrir els porus i estovar la barba. Se sol preparar amb l'ajuda d'una brotxa d'afaitar.
Si bé les característiques varien d'un producte a un altre, les més comunes són: 
- Estovar la barba, cosa que facilita l'afaitat.
- Permetre un lliscament de la maquineta d'afaitar més suau.
- Retirar la suor.
- Humectar la pell, deixant llisa i amb bon aspecte.
- Desinfectants i cicatritzants (per a les ferides que es puguin produir).
- Evita el dolor, picor, sequedat i altres sensacions que poden ser molestes.

## Tipus de crema d'afaitar

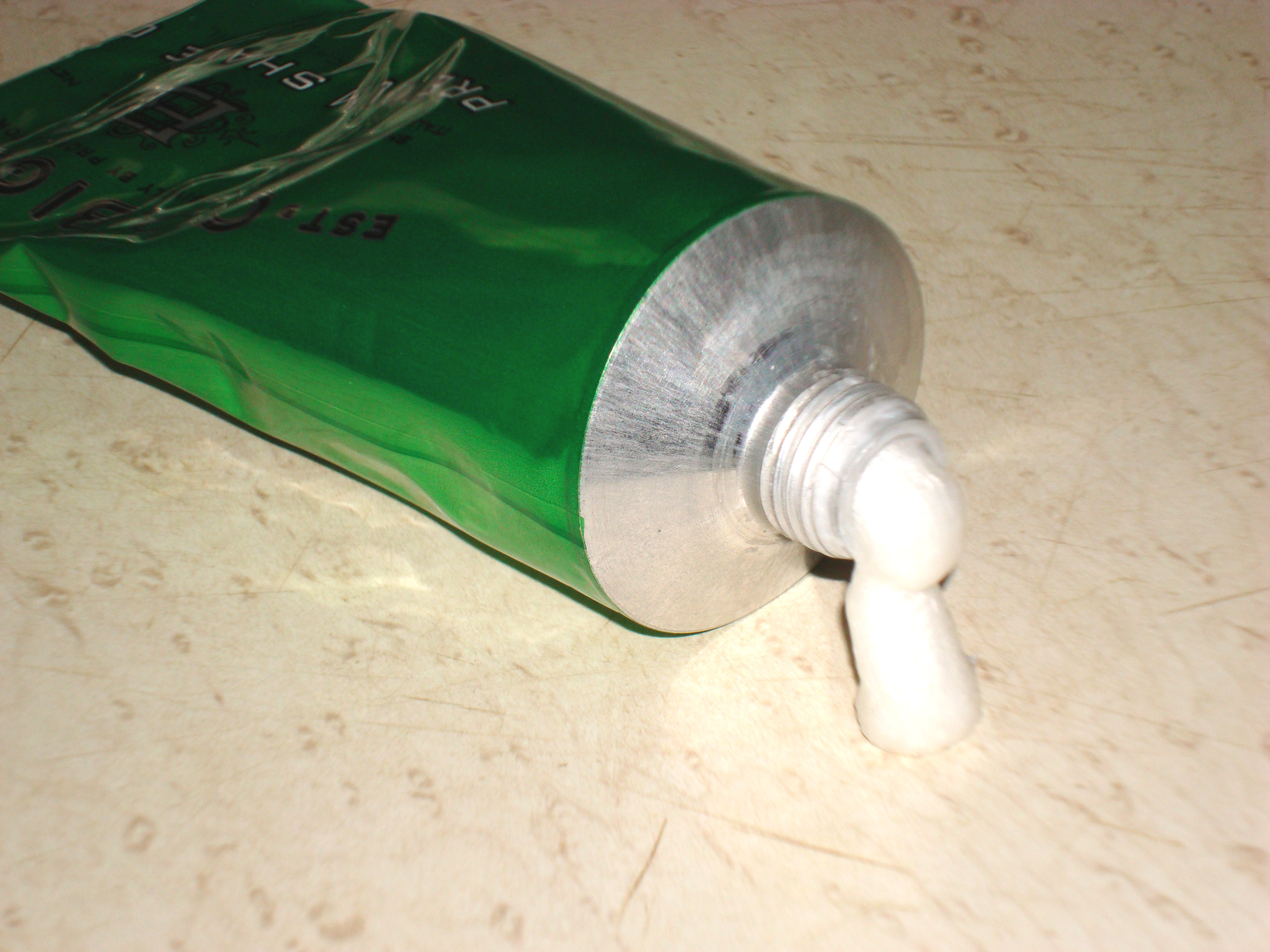
Crema estil clàssica per afaitar, presentació en tub. El producte se sol posar dins d'una tassa per agitar-lo amb la brotxa i generar una escuma cremosa.

- En pot: escuma o gel envasats amb gasos comprimits per a produir una escuma ràpida.
- Sense brotxa: són un nou tipus de crema d'afaitar que no produeix escuma. En general, cal més producte per a cobrir bé la cara o l'àrea a afaitar.
- Crema tradicional o clàssica: són el tipus de crema més usada en les altes barberies professionals[1] i el seu ús requereix una brotxa. A causa del seu major contingut d'aigua proporcionen millor lubricació de la pell i lliscament de la navalla.[2] La seva presentació pot ser en tub o en pot i són molt famoses en Europa, Estats Units i el Canadà.

## Composició habitual
- Aigua. Hidrata i redueix la inflamabilitat dels gasos comprimits.
- Sabons.
  - Dodecilsulfat sòdic (laurilsulfat de sodi)
- Gas comprimit com a propel·lent en cas d'estar envasat.
  - Barreja d'hidrocarburs propà, butà i metilpropà (isobutà)
- Glicerina
- I en alguns casos mentol.